# Joe Bataan
Bataan Nitollano, conocido como Joe Bataan (El Barrio, Spanish Harlem, Nueva York, 1942) es un cantante y músico estadounidense, mestizo de madre afroestadounidense y padre filipino, creció en las calles de Harlem y llegó a formar parte de una banda puertorriqueña. A sus 15 años fue arrestado por robo de automóvil, por lo que ingresó a un reformatorio. Por parte de su padre también posee la nacionalidad filipina.

## Trayectoria
Durante el tiempo que pasó encarcelado, estudió música y aprendió a tocar piano. Al salir emprendió su carrera y formó su primer grupo Joe Bataan and the Latin Swingers. Por aquel entonces, Bataan estaba influenciado por dos estilos de música que sonaban en la radio, el bugalú latino y el Doo-wop afroamericano.[cita requerida]
Aunque no fue el primer artista, ni el único en mezclar el canto estilo Doo-wop con los ritmos latinos, su particular talento llamó la atención del recién creado sello Fania Records. Firmó con Fania en 1966 y publicó "Gypsy Woman" en 1967, una versión de los Temptations.[cita requerida] La canción fue un total éxito en el mercado latino de Nueva York y fue fundacional del Latin soul. Publicó ocho discos originales para Fania incluido el famoso “Riot!”. Estos discos combinaban ingeniosamente las canciones Latino de ritmo desenfrenado cantadas en castellano con baladas Soul en inglés cantadas por Bataan. Como cantante, la reputación de Joe en la escena Latino de aquella época solo estaba igualada por la de Ralfi Pagan o Harvey Averne.
Dejó el sello Fania Records después de varios desencuentros con su gerente Jerry Masucci, principalmente acerca de la remuneración del artista. Bataan se aprovechó entonces de sus éxitos para lanzar su propia discográfica de música Latino, Ghetto Records. Produce varios discos para distintos artistas en el mismo estilo como Papo Felix, Paul Ortiz o Eddie Lebron.[cita requerida]
En 1973, participa de la creación del término "salsoul", prolongando el mestizaje y dando nombre a su primer disco post Fania. Se asocia con los hermanos Cayre y fundió el sello Salsoul label. Grabó tres discos para Salsoul y varios singles, de los cuales el tema «Rap-O Clap-O», publicado en 1979, fue su primer éxito hip hop.
Después de su disco de 1981, “Bataan II”, se apartó de la música y pasó tiempo con su familia para acabar trabajando finalmente como educador en el centro en el que le ingresaron de adolescente. Tras unos problemas de salud que le tuvieron al borde de la muerte a finales de los 90, en 2005 Joe Bataan sale de un largo silencio y saca “Call My Name”, un disco muy bien acogido por la crítica para el sello español Vampisoul. Esas ocho canciones de Latin soul demuestran que Mr New York no ha perdido nada de su talento.
En febrero de 2008, dio dos conciertos junto al grupo español de boogaloo, Los Fulanos, en la sala El Sol de Madrid y en la sala Apolo de Barcelona que se materializó un año después en un disco de versiones de sus más famosas canciones y alguna rareza llamado "King Of Latin Soul"(2009) también con el sello Vampisoul.

## Discografía
- 1967 Gypsy Woman (Fania 340)
- 1968 Subway Joe (Fania 345)
- 1968 Riot! (Fania 354)
- 1969 Poor Boy (Fania 371)
- 1970 Singin' Some Soul (Fania 375)
- 1971 Mr. New York & The East Side Kids (Fania 395)
- 1972 Sweet Soul (Fania 407)
- 1972 Saint Latin's Day Massacre (Fania 420)
- 1972 Live From San Frantasia (unreleased, Fania 432)
- 1973 Salsoul (Mericana)
- 1975 Afro-Filipino (Salsoul)
- 1980 Mestizo (Salsoul)
- 1981 Joe Bataan II (Salsoul)
- 1997 Last Album, Last Song (Bataan Music)
- 2005 Call My Name (Vampisoul)
- 2009 King Of Latin Soul (Vampisoul)